# Artikel 30 des Grundgesetzes für die Bundesrepublik Deutschland
Artikel 30 des Grundgesetzes für die Bundesrepublik Deutschland ist die grundsätzliche Norm für die Zuständigkeitsabgrenzung von Bund und Ländern sowie deren Eigenstaatlichkeit im föderalen Staatsaufbau Deutschlands.

## Erläuterungen
Die Norm enthält die grundsätzliche Zuweisung aller legislativen, exekutiven und judikativen Kompetenzen an die Länder. Der Bund bedarf zum Tätigwerden eines besonderen Kompetenztitels.
Praktisch ist der Anwendungsbereich der Vorschrift auf die Ausführung von Landesrecht begrenzt.
Denn für die Legislative (insbesondere Artikel 70 ff.), die Ausführung der Bundesgesetze (insbesondere Artikel 83 ff.) und für die Judikative (insbesondere Artikel 92 ff.) enthält das Grundgesetz speziellere Regelungen, die Anwendungsvorrang genießen.